# Supercoupe d'Italie de football 2023
 (septembre 2023).
Si vous disposez d'ouvrages ou d'articles de référence ou si vous connaissez des sites web de qualité traitant du thème abordé ici, merci de compléter l'article en donnant les références utiles à sa vérifiabilité et en les liant à la section « Notes et références ».
Navigation
Supercoupe d'Italie de football 2022 Supercoupe d'Italie de football 2024
La Supercoupe d'Italie 2023 est la 36e édition de la Supercoupe d'Italie. Elle a eu lieu du 18 janvier 2024 au 22 janvier 2024 en Arabie saoudite au Stade KSU à Riyad.
La compétition prend un nouveau format, s'élargissant à quatre équipes. En demi-finales, le SSC Naples, champion d'Italie 2022-2023 affronte l'ACF Fiorentina finaliste de la Coupe d'Italie 2022-2023 tandis que l'Inter Milan, vainqueur de la Coupe d'Italie 2022-2023 affronte la SS Lazio qui est vice-champion d'Italie 2022-2023.

## Participants
| Club           | Qualifié en tant que                     |
| -------------- | ---------------------------------------- |
| SSC Naples     | Champion de la Serie A 2022-2023         |
| Inter Milan    | Vainqueur de la Coupe d'Italie 2022-2023 |
| SS Lazio       | Vice-champion d'Italie 2022-2023         |
| ACF Fiorentina | Finaliste de la Coupe d'Italie 2022-2023 |

## Compétition
|  | Demi-finales           | Demi-finales           |            |   | Finale                 | Finale                 |
|  | Demi-finales           | Demi-finales           |            |   | Finale                 | Finale                 |
|  |                        |                        |            |   |                        |                        |
|  | 18 janvier 2024, Riyad | 18 janvier 2024, Riyad |            |   | 22 janvier 2024, Riyad | 22 janvier 2024, Riyad |
|  | 18 janvier 2024, Riyad | 18 janvier 2024, Riyad |            |   | 22 janvier 2024, Riyad | 22 janvier 2024, Riyad |
|  | SSC Naples             | 3                      |            |   | 22 janvier 2024, Riyad | 22 janvier 2024, Riyad |
|  | SSC Naples             | 3                      |            |   | 22 janvier 2024, Riyad | 22 janvier 2024, Riyad |
|  | ACF Fiorentina         | 0                      |            |   | 22 janvier 2024, Riyad | 22 janvier 2024, Riyad |
|  | ACF Fiorentina         | 0                      | SSC Naples | 0 |                        |                        |
|  | 19 janvier 2024, Riyad |                        | SSC Naples | 0 |                        |                        |
|  |                        | Inter Milan            | 1          |   |                        |                        |
|  | Inter Milan            | Inter Milan            | 1          | 3 |                        |                        |
|  | Inter Milan            |                        |            | 3 |                        |                        |
|  | SS Lazio               | 0                      |            |   |                        |                        |
|  | SS Lazio               | 0                      |            |   |                        |                        |

### Demi-finales
| Match 1                 | SSC Naples                   | 3 - 0   | ACF Fiorentina | Stade KSU, Riyad                                  |                                                   |
| 18 janvier 2024 (UTC+3) | Simeone 22e · Zerbin 84e 86e | (1 - 0) |                | Spectateurs : 9 762 Arbitrage : Federico La Penna | Spectateurs : 9 762 Arbitrage : Federico La Penna |
| 18 janvier 2024 (UTC+3) | Rapport                      |         |                | Spectateurs : 9 762 Arbitrage : Federico La Penna | Spectateurs : 9 762 Arbitrage : Federico La Penna |

| Match 2                 | Inter Milan                                       | 3 - 0   | SS Lazio | Stade KSU, Riyad                                  |                                                   |
| 19 janvier 2024 (UTC+3) | Thuram 17e · Çalhanoğlu 50e (pen.) · Frattesi 87e | (1 - 0) |          | Spectateurs : 20 767 Arbitrage : Matteo Marchetti | Spectateurs : 20 767 Arbitrage : Matteo Marchetti |
| 19 janvier 2024 (UTC+3) | Rapport                                           |         |          | Spectateurs : 20 767 Arbitrage : Matteo Marchetti | Spectateurs : 20 767 Arbitrage : Matteo Marchetti |

### Finale
| Match 3                 | SSC Naples | 0 - 1   | Inter Milan    | Stade KSU, Riyad                                 |                                                  |
| 22 janvier 2024 (UTC+3) |            | (0 - 0) | 90+1e Martínez | Spectateurs : 24 900 Arbitrage : Antonio Rapuano | Spectateurs : 24 900 Arbitrage : Antonio Rapuano |